# Lluís Domènech i Montaner

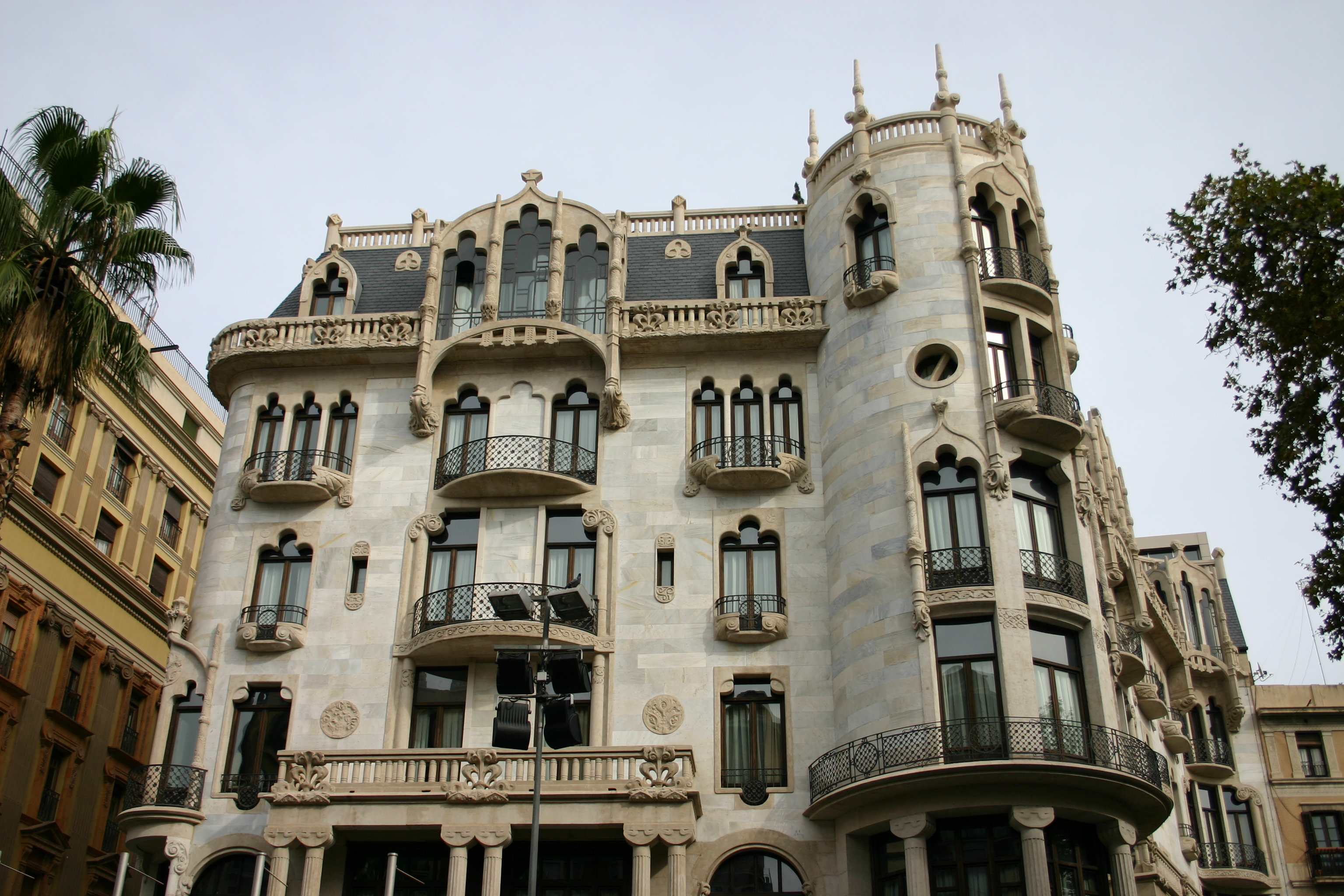
Lluís Domènech i Montaner – Casa Fuster (1908-1911), Barcelona.

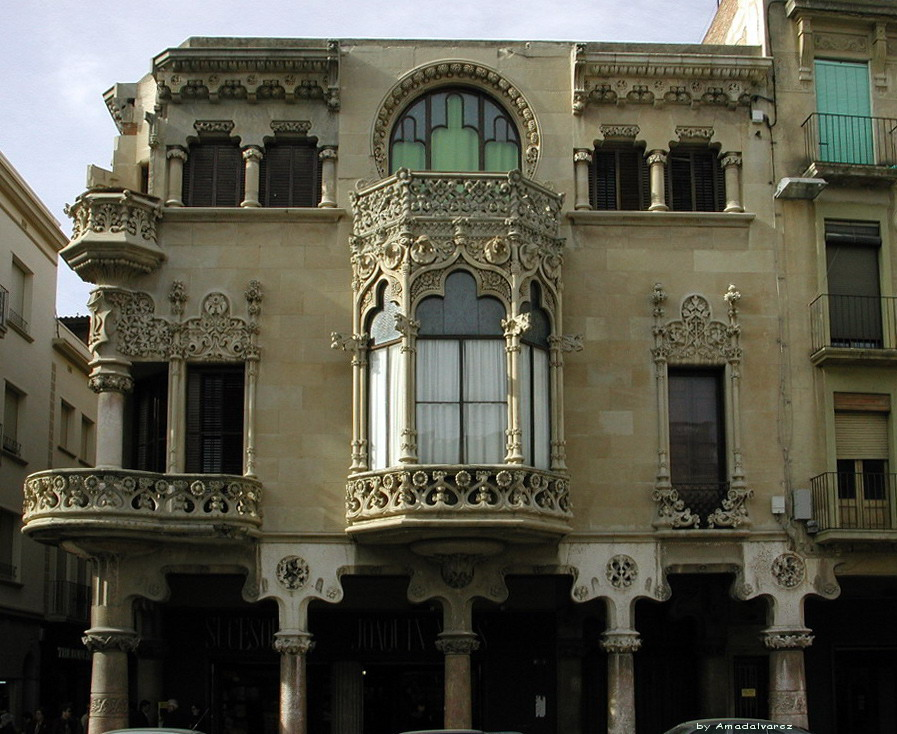
La Casa Navas, av Domènech i Montaner i Reus

Lluís Domènech i Montaner, född 21 december 1850 i Barcelona, död 27 december 1923 i Barcelona, var en katalansk arkitekt verksam i Katalonien under jugendepoken som där benämns modernisme. 
Lluís Domènech i Montaner fick sitt genombrott som arkitekt vid Världsutställningen 1888 där hans Hotel International väckte stor uppmärksamhet, ett 1 600 rum stort hotell som byggdes på bara 53 dagar. Han arbetade som lektor vid Barcelonas arkitekturskola i 45 år samtidigt som han arbetade för flera olika katalanska tidningar. Hans familjeföretag publicerade flera skrifter om spansk och europeisk kultur, bland annat ett stort verk om konsthistoria (1886-1897) som han tillsammans med Josep Puig i Cadafalch skrev och illustrerade. 
Lluís gjorde även politisk karriär som förespråkare för katalansk kultur. Efter att han blivit desillusionerad avbröt han sin politiska karriär för att istället ägna sig åt arkeologi och historieforskning. Bland hans många arkitekturuppdrag bör nämnas Palau de la Música Catalana (1904-1908), vilken var Spaniens och en av världens första byggnader utan bärande ytterväggar. Hans livsverk Hospital de Sant Pau (1902-1930) innebar en avsevärd förbättring av stadens allmänna sjukvård. Idag står dessa två byggnader inskrivna på Unescos världsarvslista.